# Parawixia hypocrita
Parawixia hypocrita är en spindelart som först beskrevs av O. Pickard-Cambridge 1889.  Parawixia hypocrita ingår i släktet Parawixia och familjen hjulspindlar. Inga underarter finns listade i Catalogue of Life.